# Fred R. Zimmerman

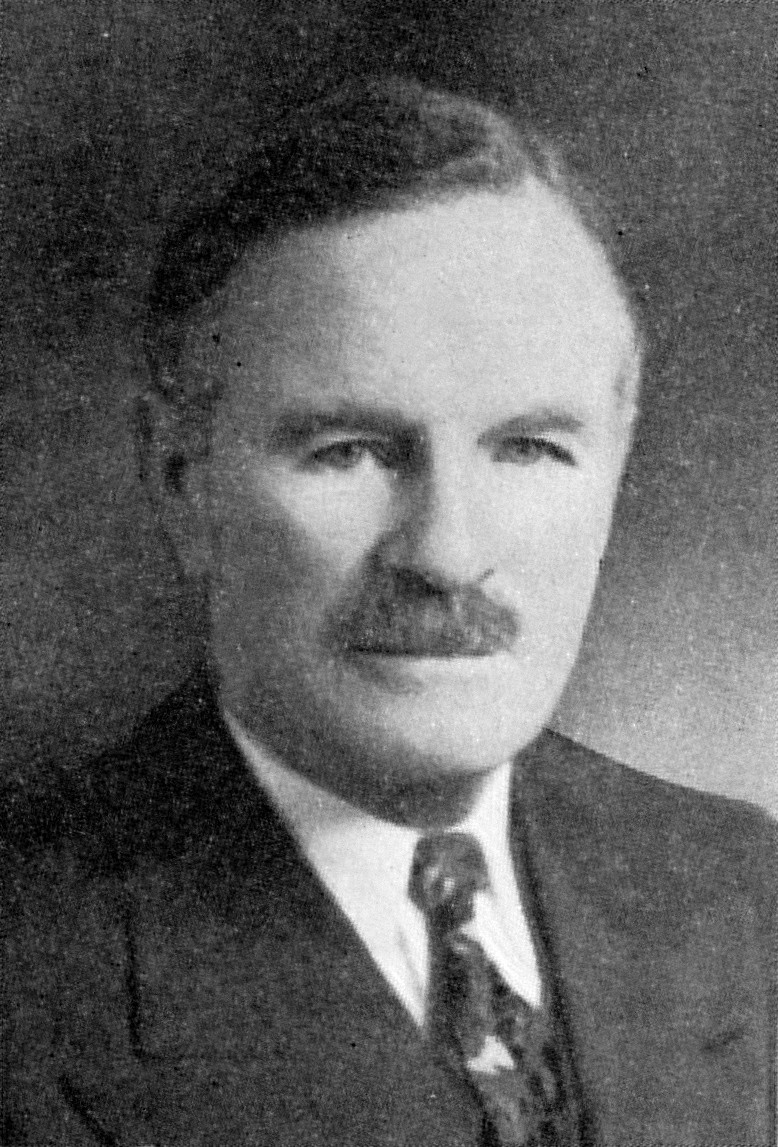
Fred R. Zimmerman

Fred R. Zimmerman (* 20. November 1880 in Milwaukee, Wisconsin; † 14. Dezember 1954 ebenda) war ein US-amerikanischer Politiker (Republikanische Partei) und von 1927 bis 1929 der 25. Gouverneur des Bundesstaates Wisconsin.

## Frühe Jahre
Fred Zimmerman besuchte die Grundschulen in Milwaukee. Danach arbeitete er in verschiedenen Berufen als Hilfskraft, um seiner Familie nach dem Tod des Vaters finanziell helfen zu können. So verkaufte er beispielsweise Zeitungen, Milch und später Lederwaren. Dann wurde er in der Buchhaltung eines Holzgeschäfts in Milwaukee angestellt. Schließlich brachte er es bei Nash Motors zu einem Abteilungsdirektor. Zwischen 1909 und 1910 war Zimmerman Abgeordneter in der Wisconsin State Assembly. Von 1923 und 1925 fungierte er als Secretary of State von Wisconsin, ehe er im Jahr 1926 als unabhängiger Kandidat zum neuen Gouverneur gewählt wurde, nachdem ein Teil seiner Partei ihm die Unterstützung entzogen hatte.

## Gouverneur von Wisconsin
Zimmerman trat sein neues Amt am 3. Januar 1927 an. In seiner zweijährigen Amtszeit wurden erstmals in Wisconsin Führerscheine für Motorfahrzeuge eingeführt. In Städten mit mehr als 5000 Einwohnern wurde ein ständiges Wählerregister angelegt. Auch Wisconsin profitierte in jener Zeit von dem allgemeinen Wirtschaftsaufschwung. Im Jahr 1928 wurde Zimmerman nicht wiedergewählt. Daher musste er am 7. Januar 1929 aus seinem Amt ausscheiden.
Nach seiner Gouverneurszeit blieb Zimmerman politisch aktiv. Präsident Herbert Hoover entsandte ihn als offiziellen Vertreter zur Spanisch-Amerikanischen Ausstellung nach Sevilla. Im Jahr 1934 bewarb er sich erfolglos um die Rückkehr in das Amt des Gouverneurs. Auch ein Versuch, in den Kongress gewählt zu werden, scheiterte. Dafür wurde er im Jahr 1938 noch einmal Secretary of State von Wisconsin. Dieses Amt bekleidete er ab 1939 bis zu seinem Tod im Jahr 1954. Er war mit Amanda Freedy verheiratet, mit der zwei Kinder hatte.